# Wolfram Engels

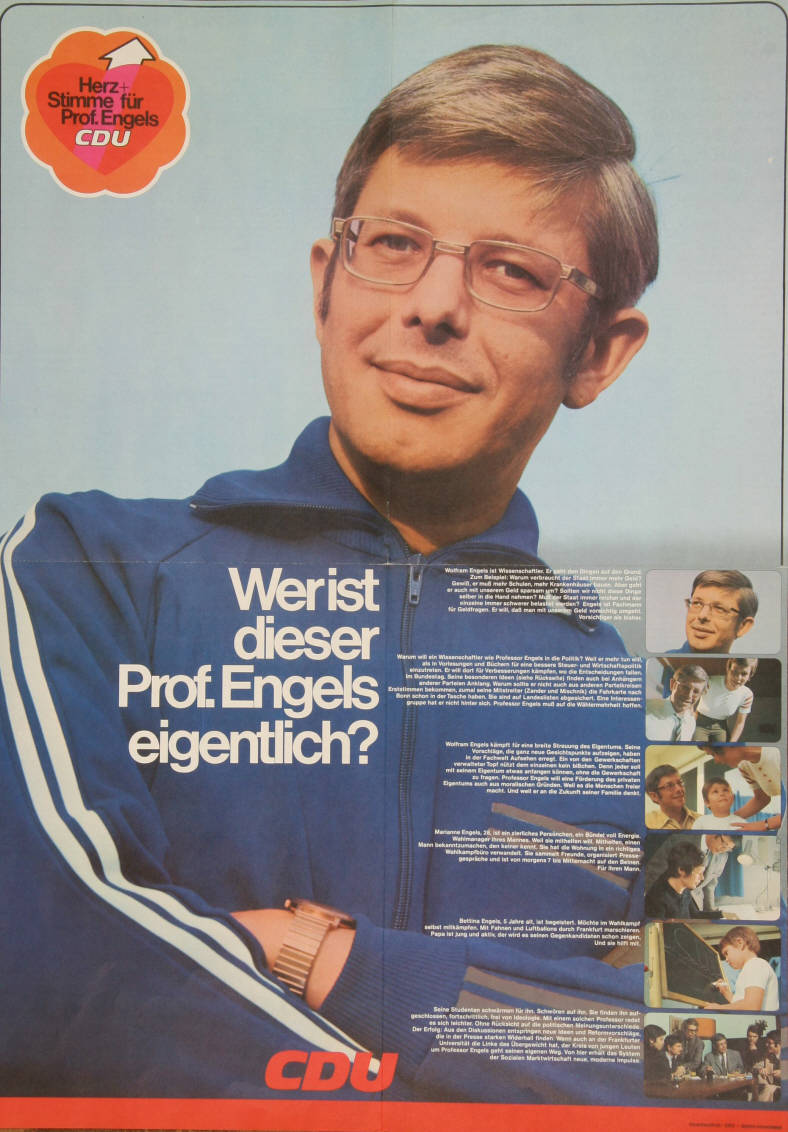
Wolfram Engels auf einem Wahlplakat zur Bundestagswahl 1972

Wolfram Engels (* 15. August 1933 in Köln; † 30. April 1995 in Bad Homburg vor der Höhe) war ein deutscher Ökonom und Publizist.

## Leben und Werk
Wolfram Engels wuchs im Schwarzwald auf und besuchte das Gymnasium in Freudenstadt, später in Stuttgart, wo er 1953 das Abitur machte. Er absolvierte nach dem Abitur eine kaufmännische Lehre in Bremen und studierte danach Betriebswirtschaftslehre in Hamburg, Köln und New York. 1959 legte er in Köln die Prüfung zum Diplom-Kaufmann ab. Im Jahr 1961 wurde Engels in Köln bei Erich Gutenberg zum Thema „Betriebswirtschaftliche Bewertungslehre im Lichte der Entscheidungstheorie“ „summa cum laude“ zum Dr. rer. pol. promoviert. Im Anschluss war er drei Jahre in der Textilindustrie in Mönchengladbach tätig. Er habilitierte im Jahr 1968 bei Wolfgang Stützel an der Universität Saarbrücken.
Engels war von 1968 bis zu seinem Tode ordentlicher Professor für Betriebswirtschafts- und Bankbetriebslehre an der Universität Frankfurt am Main. Er war in Frankfurt wissenschaftlicher Direktor der Stiftung Gesellschaft und Unternehmen und arbeitete vor allem im Bereich der Kapitalmarkt- und Organisationstheorie.
Die moderne Bedeutung des Begriffs „Bürgergeld“ wurde 1974 von Engels mit Joachim Mitschke und Bernd Starkloff im Rahmen des Staatsbürgersteuer-Konzepts eingeführt.
Er gehörte der CDU an und kandidierte für seine Partei 1972 vergeblich für ein Bundestagsmandat. An der Frankfurter Universität stand er Anfang 1974 im Zentrum heftiger Auseinandersetzungen mit linken Studentengruppen um die Universitätsordnung. Gemeinsam mit Wolfgang Stützel wirkte er an der Körperschaftssteuerreform 1976 mit.
Des Weiteren war Engels Herausgeber der Wirtschaftswoche. Er war auch bekannt für seine wöchentlich in der Wirtschaftswoche erschienene Kolumne. Außerdem war er der Gründer des „Kronberger Kreises“ sowie Mitbegründer des Frankfurter Instituts / Vorläufer der Stiftung Marktwirtschaft.

## Familie
Wolfram Engels war bis zu seinem Tode verheiratet mit der Volkswirtin Marietta Kurm-Engels, auch Mitarbeiterin bei seinen späteren Kolumnen der „Wirtschaftswoche“. Er hat eine Tochter.

## Publikationen
- Betriebswirtschaftliche Bewertungslehre im Licht der Entscheidungstheorie (1962)
- Teilhabersteuer (1968; zusammen mit W. Stützel)
- Reichtum, Risiko und Rentabilität (1969)
- Soziale Marktwirtschaft – verschmähte Zukunft" (1972; letzte Neuauflage 1974)
- Arbeit und Arbeitsmarkt im Hochkapitalismus (1974)
- Staatsbürgersteuer (1974; 2. Auflage 1975; zusammen mit J. Mischke und B. Starkloff)
- Das Volksvermögen (1974; zusammen mit H. Sablotny und D. Zickler)
- Die Verteilung des Wohlstands (1976; mit H. Wenkebach)
- Mehr Markt (1976; 2. Aufl. 1977)
- Bankenbeteiligung an Industrieunternehmen (1978)
- Kritik des Wohlfahrtsstatus (1979)
- Notenbanktechnik (1979)
- The optimal monetary unit (1981)
- Den Staat erneuern (1983)
- Arbeitslosigkeit (1984)
- Über Freiheit, Gleichheit und Brüderlichkeit (1985)
- Der Kapitalismus und seine Krisen, postum Düsseldorf 1996

## Wolfram-Engels-Preis
Der von der informedia-Stiftung initiierte und gestiftete Wolfram-Engels-Preis – Mensch und Markt wird verliehen von der Stiftung Marktwirtschaft an Personen aus dem unternehmerischen, wissenschaftlichen und politischen Bereich für Beiträge zur Weiterentwicklung der freiheitlichen Gesellschaftsordnung und ist mit einem Preisgeld in Höhe von 15.000 Euro verbunden.

## Auszeichnungen
- Pieroth-Preis (1975)
- Ludwig-Erhard-Preis für Wirtschaftspublizistik (1977)
- Hermann-Lindrath-Preis (1977)
- Chauvi des Jahres (1988)